# Socialdemokratiske parti (Rumænien)
Det Socialdemokratiske parti (rumænsk: Partidul Social Democrat, forkortet PSD) er et af politisk rumænsk parti. Grundlagt 16. januar 2001 ved en sammensmeltningen af flere partier. I 2015 blev Liviu Dragnea valgt som partiets leder.

## Historie
I præsidentvalget 2004 vandt partiets kandidat Adrian Năstase den første runde, men tabte den anden runde til Traian Băsescu, der ledte en koalition af nationalliberalerne og den Demokratiske parti. I parlamentvalget same år var socialdemokraterne igen det største parti, men tabte til koalitionen.
Da Rumænien trådte ind i EU i 2007 blev 12 partimedlemmer valgt til Europa-Parlamentet. Partiet er i Europa-parlamentet medlemmer af de Europæiske Socialdemokrater. Efter seneste valg til Europa-parlamentet i 2014 fik partiet 16 pladser.

## Lederskab
Partiledere/formænd:
- Adrian Năstase 2000–2005 (fungerende til 2001);
- Mircea Geoană 2005–2010
- Victor Ponta 21. februar 2010 – 12. juli 2015
- Rovana Plumb 24. juni 2015 – 22. juli 2015  (fungerende)
- Liviu Dragnea 22. juli 2015 – 27. maj 2019 (fungerende indtil 12. oktober 2015)
- Viorica Dăncilă 27. maj 2019 – 26. november 2019
- Marcel Ciolacu fra 26. november 2019 (fungerende indtil 22. august 2020)

- Adrian Năstase
- Mircea Geoană
- Victor Ponta
- Liviu Dragnea

## Andre medlemmer af det Socialdemokratiske parti
- Alexandru Athanasiu
- Eugen Bejinariu
- Ion Iliescu, tidligere præsident af Rumænien
- Nicolae Văcăroiu, præsidenten af senatet siden 2000